# ウィル・グレイヴス
ウィル・グレイヴス（Will Graves、1988年5月15日 - ）は、アメリカ合衆国・ノースカロライナ出身のプロバスケットボール選手である。

## 略歴
ノースカロライナ州グリーンズボロ生まれ。ダッドリー高校からノースカロライナ大学で活躍、2009年に全米チャンピオンとなる。しかしながら、チームルールに従わないとして、名門タールヒールズから解雇された。
2011年2月、bjリーグの秋田ノーザンハピネッツに入団。

## 豆知識
- WillyGMuzik 名義でラップ音楽を作っている。
- 好きな歌手はAdrina Howardである。
- グリーンズボロの日本食レストラン ありがとう によく通っていたため、来日前からありがとうという日本語は覚えていた。
- 朝食はコーンフレーク、15分のストレッチを日課としている。